# ترايان باسيسكو
ترايان باسيسكو (بالرومانية: Traian Băsescu)‏ (4 نوفمبر 1951) رئيس رومانيا منذ 20 ديسمبر 2004 إلى 21 ديسمبر 2014. أوقف عن الرئاسة مرتان لشهر ورجع بعد استفتاء في 19 مايو 2007 و29 يوليو 2012. أعيد انتخابه لولاية ثانية في انتخابات الرئاسة في ديسمبر 2009.

## لمحة
- درس وتخرج من في معهد كونستانتسا البحري في 1976.
- أصبح ضابطاً في البحرية التجارية.
- شغل منصب قائد على السفن التجارية من 1981 إلى 1987.
- في عام 1984 تمت ترقيته إلى قبطان في ناقلة النفط التي تسمى بيروينتا وهي أكبر سفينة في الأسطول الروماني.
- في عام 1989 ترأس وكالة نافروم في أنتفيرب، بلجيكا.
- في عام 1994 كاد أن يصدر قرار ضده بتعليق مهماته بسبب تدخله في أمور القضاء لكنه نجا بأعجوبه.
- حصل على منصب عمدة بوخارست من يونيو 2000 إلى 20 ديسمبر 2004.

## رئيس رومانيا

### توليه منصب الرئيس
أصبح رئيساً لرومانيا في 20 ديسمبر 2004 خلفاً لإيون إيليسكو، وتعهد في منصبه بتوظيف صلاحياته الرئاسية حسب الدستور الروماني لضمان عدم فساد المؤسسات الحكومة واستقلالية القضاء.

### إيقاف مهماته كرئيس مؤقتاً
أوقف عن الرئاسة في 20 أبريل 2007 بعد تصويت البرلمان الروماني على إقالته وهو يعتبر أول رئيس روماني يعلق البرلمان مهماته منذ الثورة في العام 1989. بقى منصبه معلقاً حتى عاد بعد شهر في استفتاء جرى في يوم السبت 19 مايو 2007. تمكن من تجنب إجراءات إقالته بسهولة، إذ رفضتها نسبة كبيرة من الرومانيين في الاستفتاء.
ويعتبر من أهم الشخصيات في رومانيا

### شعبيته كرئيس
باسيسكو الذي تمت إعادة انتخابه كرئيس سنة 2009 تمتع بشعبية جارفة خلال فترة رئاسته نظراً لنجاحه في ضم بلاده إلى عضوية الاتحاد الأوروبي ومحاربة الفساد.

### إعادة انتخابه كرئيس
تمت إعادة انتخابه كرئيس للبلاد في 7 ديسمبر 2009 لولاية ثانية عن الحزب الديمقراطي الليبرالي وذلك بنيله 50,33% من أصوات الناخبين وذلك أمام منافسه عن حزب الديمقراطي الشعبي ميرتشا جيوانا والذي نال 49,66% من الأصوات بعد دخولهما لجولة ثانية من الانتخابات والتي انتهت لصالح باسيسكو., وفي الجولة الأولى حصل على 33,59% من الأصوات وجيوانا على 31,2% أمام مرشحين أخرى ن.

## نقد لمواقفه
يرى البعض أن به شيء من التطرف في مواقفه وهو لم يتردد في اتهام رئيس الوزراء السابق كالين بوبيسكو تاريتشانو علناً بأنه يحيط نفسه بالقلة النافذة وبأنه خان الناخبين. أثار ضجة بين قادة الاتحاد الأوروبي حين أعلن بعد توليه الرئاسة بأنه يود تشكيل محور بين بوخارست ولندن وواشنطن.

## روابط خارجية
- ترايان باسيسكو على موقع الموسوعة البريطانية (الإنجليزية)
- ترايان باسيسكو على موقع مونزينجر (الألمانية)
- ترايان باسيسكو على موقع إن إن دي بي (الإنجليزية)